# Skrýchov u Malšic
Skrýchov u Malšic település Csehországban, a Tábori járásban. Skrýchov u Malšic Želeč, Sudoměřice u Bechyně, Malšice és Hlavatce településekkel határos. Lakosainak száma 149 fő (2024. január 1.).

## Népesség
A település lakosságának változását az alábbi diagram mutatja:
| Lakosok száma | 325  | 357  | 307  | 209  | 136  | 119  | 138  | 144  | 145  | 149  |
|               | 1869 | 1890 | 1921 | 1950 | 1980 | 2001 | 2017 | 2019 | 2022 | 2024 |